# Petexbatúnmeer
Het Petexbatúnmeer is een meer in de gemeente Sayaxché, Petén in het noorden van Guatemala. Het meer, dat een  oppervlakte heeft van 5,4 km², wordt gevoed door twee kleine stromen, riachuelo Aguateca en riachuelo El Faisán, en mondt uit in de Petexbatúnrivier, een zijrivier van de La Pasión.

## Mayasteden
In het Petexbatúngebied rond het meer bevinden zich de ruïnes van verschillende Mayasteden daterend uit de klassieke periode, waaronder Seibal, Itzan, Dos Pilas, Aguateca, Tamarindito, Punta de Chimino en Nacimiento. Archeologen gaven deze cluster steden, die door Dos Pilas en Aguateca werd gedomineerd, de naam Petexbatúnstaat. Deze staat was de eerste die in verval raakte tijdens de ineenstorting van de klassieke Mayabeschaving. De archeologische opgravingen in dit gebied hebben een belangrijke hoeveelheid gegevens opgeleverd over dit plotselinge verval van de klassieke Mayabeschaving.